# Кубок Франції з футболу 2005—2006
Кубок Франції з футболу 2005–2006 — 89-й розіграш кубкового футбольного турніру у Франції. Титул всьоме здобув Парі Сен-Жермен.

## Регламент
Кубок Франції складається з двох етапів:
- відбіркового, який складається з шести регіональних етапів (перші два організовуються в кожному регіоні за своєю схемою для клубів регіональних ліг, наступні чотири організовуються в регіонах централізовано за участі клубів з національних аматорських і напівпрофесіональних ліг) та двох національних етапів (7-й і 8-й етап, з 7-го стартують клуби Ліги 2 та представники заморських територій);
- фінального, який починається з 1/32 фіналу — з цього раунду стартують клуби провідної Ліги 1.

## 1/32 фіналу
| Команда 1                                | Рахунок      | Команда 2              |
| ---------------------------------------- | ------------ | ---------------------- |
| 6 січня 2006                             |              |                        |
| Ванн (3)                                 | 1:2          | Лор'ян (2)             |
| 7 січня 2006                             |              |                        |
| Канн (3)                                 | 1:1 пен. 3:4 | Агд (4)                |
| Сент-Женев'єв (Сент-Женев'єв-де-Буа) (4) | 5:0          | Мюлуз (4)              |
| Лонгнесс (8)                             | +:-          | Кан (2)                |
| Корте (5)                                | 2:3          | Ренн                   |
| Дрансі (7)                               | 0:4          | Мец                    |
| Ліон-Дюшер (4)                           | 2:1          | Тулуза                 |
| Сент-Етьєн                               | 0:1 дч       | Лілль                  |
| Сен-Луї Нойвег (6)                       | 1:2          | Кольмар (5)            |
| Страсбур                                 | 4:0          | Нансі                  |
| Вермель (6)                              | 0:4          | Парі Сен-Жермен        |
| Ам'єн (2)                                | 2:0          | Плабеннек (5)          |
| Шатору (2)                               | 2:0          | Ізер (4)               |
| Діжон (2)                                | 2:1          | Форбак (5)             |
| Монпельє (2)                             | 2:1          | Єр (5)                 |
| Сен-Приве-Сен-Ілер (5)                   | 0:6          | Саннуа Сен-Гратьян (3) |
| Фонтене (Фонтене-ле-Конт) (5)            | 0:1          | Вітре (4)              |
| Кале (4)                                 | 3:2 дч       | Труа                   |
| Мулен (3)                                | 2:2 пен. 5:3 | Істр (2)               |
| Сен-Ло (5)                               | 0:2          | Аяччо                  |
| Брив (4)                                 | 0:0 пен. 4:5 | Буа-Гійом (4)          |
| Бастія (2)                               | 3:3 пен. 3:1 | Луан-Кюїзо (3)         |
| Брест (2)                                | 3:0          | Ніцца                  |
| Нант                                     | 2:1          | Валансьєн (2)          |
| Уассель (5)                              | 1:2 дч       | Сошо (Монбельяр)       |
| Руа (4)                                  | 1:0          | Алансон (5)            |
| Ле-Ман                                   | 0:1          | Ланс                   |
| Васкеаль (4)                             | 1:3          | Бордо                  |
| 8 січня 2006                             |              |                        |
| Нуазі-ле-Сек (4)                         | 0:1          | Осер                   |
| Рона Валле (Ліврон-сюр-Дром) (5)         | 0:6          | Монако                 |
| Гренобль (2)                             | 0:4          | Ліон                   |
| Марсель                                  | 4:0          | Гавр (2)               |

## 1/16 фіналу
| Команда 1                                | Рахунок      | Команда 2              |
| ---------------------------------------- | ------------ | ---------------------- |
| 27 січня 2006                            |              |                        |
| Брест (2)                                | 2:0          | Ам'єн (2)              |
| 28 січня 2006                            |              |                        |
| Діжон (2)                                | 1:0          | Мулен (3)              |
| Бастія (2)                               | 2:0 дч       | Агд (4)                |
| 31 січня 2006                            |              |                        |
| Ліон-Дюшер (4)                           | 0:0 пен. 5:4 | Страсбур               |
| Буа-Гійом (4)                            | 0:2          | Нант                   |
| Бордо                                    | 2:1          | Саннуа Сен-Гратьян (3) |
| Ренн                                     | 1:0          | Ланс                   |
| 1 лютого 2006                            |              |                        |
| Лор'ян (2)                               | 0:1          | Лілль                  |
| Парі Сен-Жермен                          | 1:0          | Осер                   |
| Аяччо                                    | 1:2 дч       | Ліон                   |
| Марсель                                  | 2:0          | Мец                    |
| Кольмар (5)                              | 1:0 дч       | Монако                 |
| 11 лютого 2006                           |              |                        |
| Сент-Женев'єв (Сент-Женев'єв-де-Буа) (4) | 0:1          | Кале (4)               |
| Вітре (4)                                | 3:1          | Лонгнесс (8)           |
| 14 лютого 2006                           |              |                        |
| Шатору (2)                               | 1:2 дч       | Сошо (Монбельяр)       |
| 22 лютого 2006                           |              |                        |
| Монпельє (2)                             | 6:1          | Руа (4)                |

## 1/8 фіналу
| Команда 1       | Рахунок | Команда 2        |
| --------------- | ------- | ---------------- |
| 14 березня 2006 |         |                  |
| Ліон-Дюшер (4)  | 0:3     | Парі Сен-Жермен  |
| 21 березня 2006 |         |                  |
| Кольмар (5)     | 1:4     | Ренн             |
| Ліон            | 1:0     | Бастія (2)       |
| Нант            | 3:0     | Діжон (2)        |
| 22 березня 2006 |         |                  |
| Монпельє (2)    | 1:0     | Бордо            |
| Марсель         | 2:0     | Сошо (Монбельяр) |
| Вітре (4)       | 0:2     | Лілль            |
| Кале (4)        | 1:0 дч  | Брест (2)        |

## 1/4 фіналу
| Команда 1       | Рахунок | Команда 2    |
| --------------- | ------- | ------------ |
| 11 квітня 2006  |         |              |
| Парі Сен-Жермен | 2:1     | Лілль        |
| Ліон            | 1:2     | Марсель      |
| 12 квітня 2006  |         |              |
| Кале (4)        | 0:1     | Нант         |
| Ренн            | 5:3 дч  | Монпельє (2) |

## 1/2 фіналу
| Команда 1      | Рахунок | Команда 2       |
| -------------- | ------- | --------------- |
| 20 квітня 2006 |         |                 |
| Марсель        | 3:0     | Ренн            |
| 12 квітня 2006 |         |                 |
| Нант           | 1:2     | Парі Сен-Жермен |

## Фінал
| 29 квітня 2006 |

| Марсель     | 1:2      | Парі Сен-Жермен    |
| ----------- | -------- | ------------------ |
| Мауліда 67' | Протокол | Калу 5' Дорасо 49' |

| Стад-де-Франс, Сен-Дені Глядачів: 79 061 Арбітр: Лоран Дюамель |